# 可分辨边带冷却
可分辨边带冷却（英語：Resolved sideband cooling）是一种激光冷却技术，旨在将强束缚于势阱中的原子或离子冷却至多普勒冷却极限之下，甚至达到其运动量子基态。实现粒子的零点能状态具有基础研究价值；此外，以高概率将粒子制备（初始化）至特定的运动量子态，对于量子光学与量子计算领域的量子态操控实验至关重要。

## 历史
现代意义上的“可分辨边带冷却”方案，通常认为由戴维·J·瓦恩兰（D. J. Wineland）和汉斯·德默尔特（H. Dehmelt）在其1975年题为“Proposed {\displaystyle 10^{14}\delta \nu /\nu } laser fluorescence spectroscopy on Tl+
 mono-ion oscillator III (sideband cooling)”的会议摘要中首次提出。值得注意的是，在该论文发表的时代，“边带冷却”一词亦可指代现今所称的多普勒冷却。多普勒冷却于1978年由 W. Neuhauser及 D. J. Wineland等研究组分别独立地在囚禁离子实验中实现。首次明确展示现代可分辨边带冷却技术的实验由 F. Diedrich 等人于1989年完成。针对非里德伯中性原子，类似的可分辨边带冷却实验由 S. E. Hamann 等人于1998年通过拉曼边带冷却技术实现。

## 概念描述

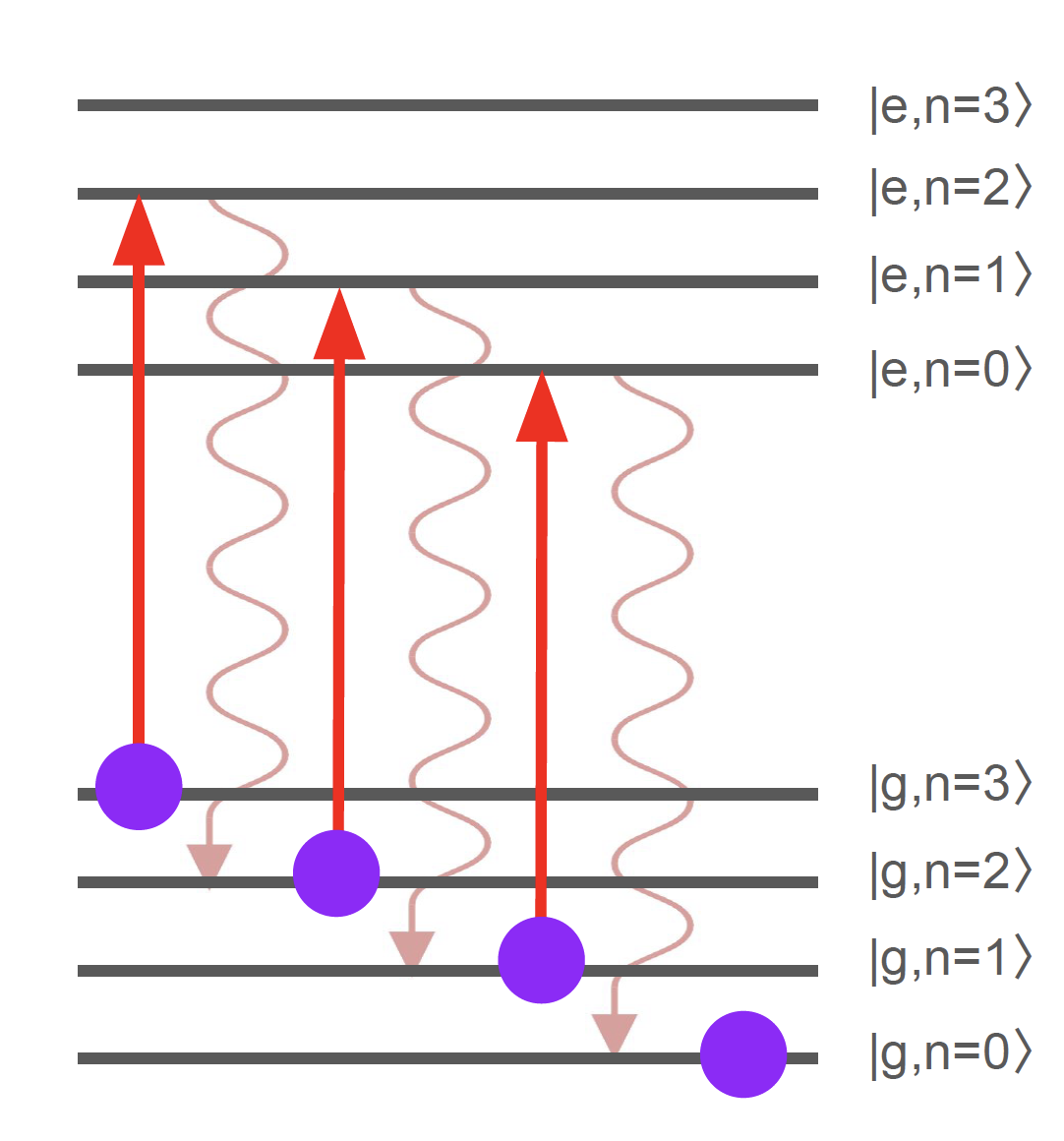
经历可分辨边带冷却过程的原子能级示意图。激光驱动的跃迁以直线箭头表示，自发辐射以波浪线箭头表示。每次激光驱动跃迁后，原子到达的激发态比其来源态少一个运动量子（声子）。例如，原子从基态 开始，被驱动到激发态 。在随后的自发辐射过程中，运动量子数 大概率保持不变。

可分辨边带冷却运用激光将强束缚的原子冷却至其运动量子基态。该技术通常在多普勒冷却初步降温之后进行，可将原子进一步冷却至多普勒冷却极限之下。
一个被囚禁且经过冷却的原子，其运动状态可近似视为量子谐振子。当自发衰变率 {\displaystyle \Gamma } 远小于原子在囚禁势阱中的振动频率 {\displaystyle \nu } 时（即满足“可分辨边带”条件 {\displaystyle \nu \gg \Gamma }），系统呈现出分立的能级结构。每个电子能级（内态）均伴随有一组振动能级，这些振动能级等间隔排列，间距为 {\displaystyle \hbar \nu }，并由振动量子数 {\displaystyle n=0,1,2,\dots } 标记。原子总能量因此包含内部能量和振动能量。如图所示，原子的基态 {\displaystyle g} 与激发态 {\displaystyle e} 均拥有各自的振动能级阶梯。
考虑一个简化的二能级原子模型，基态记为 {\displaystyle g}，激发态记为 {\displaystyle e}。激光频率 {\displaystyle \omega } 被调谐至第一个“红边带”（red sideband），即 {\displaystyle \omega =\omega _{0}-\nu }，其中 {\displaystyle \omega _{0}} 为原子内部跃迁频率（{\displaystyle g\leftrightarrow e}），{\displaystyle \nu } 为原子在势阱中的振动频率。在此条件下，激光驱动原子发生如下跃迁：
{\displaystyle |g,n\rangle \rightarrow |e,n-1\rangle ,}
其中 {\displaystyle |a,n\rangle } 表示内态为 {\displaystyle a}、振动量子数为 {\displaystyle n} 的原子态。
随后，原子经自发辐射返回基态。在兰姆-迪克区域（Lamb-Dicke regime），即原子在振动基态的空间局域化尺度远小于辐射波长时，自发辐射过程大概率不改变原子的振动量子数（{\displaystyle \Delta n=0}）。此跃迁过程表示为：
{\displaystyle |e,n-1\rangle \rightarrow |g,n-1\rangle .}
因此，每个冷却循环（激光吸收 + 自发辐射）净效果是使原子的振动量子数减少 1 ({\displaystyle n\to n-1})。通过重复此循环，原子被逐步冷却，最终以高概率占据振动基态 {\displaystyle |g,n=0\rangle }。

## 理论基础
考虑一个被囚禁的二能级原子（或离子），其质心运动被限制在远小于其内部跃迁波长 {\displaystyle \lambda _{0}=2\pi c/\omega _{0}} 的空间范围内，此即兰姆-迪克区域（Lamb-Dicke regime）。原子与单色激光场的相互作用可在旋转波近似（rotating wave approximation, RWA）下由如下哈密顿量描述：
{\displaystyle H=H_{\text{HO}}+H_{\text{AL}}}
其中
{\displaystyle H_{\text{HO}}=\hbar \nu \left({\hat {n}}+{\frac {1}{2}}\right),}
{\displaystyle H_{\text{AL}}=-\hbar \Delta |e\rangle \langle e|+\hbar {\frac {\Omega }{2}}{\big (}|e\rangle \langle g|e^{i\mathbf {k} \cdot \mathbf {r} }+|g\rangle \langle e|e^{-i\mathbf {k} \cdot \mathbf {r} }{\big )},}
这里：
{\displaystyle {\hat {n}}=a^{\dagger }a} 是声子数算符，
{\displaystyle \nu } 是原子在势阱中的振动频率，
{\displaystyle \Omega } 是描述原子-光相互作用强度的拉比频率，
{\displaystyle \Delta =\omega -\omega _{0}} 是激光频率 {\displaystyle \omega } 相对于原子跃迁频率 {\displaystyle \omega _{0}} 的失谐，
{\displaystyle \mathbf {k} } 是激光波矢，
{\displaystyle \mathbf {r} } 是原子的位置算符。
此哈密顿量与描述腔量子电动力学中单原子与单模腔相互作用的杰恩斯-卡明斯哈密顿量具有相似形式。哈密顿量中的非对角项描述了原子对激光光子的吸收与发射过程。原子在不同振动能级 {\displaystyle n} 和 {\displaystyle m} 之间跃迁的概率幅正比于矩阵元 {\displaystyle \langle m|e^{i\mathbf {k} \cdot \mathbf {r} }|n\rangle }。系统的能级结构可以看作由一系列子能级{\displaystyle {\mathcal {H}}_{n}={\text{span}}\{|g,n\rangle ,|e,n\rangle \}} 构成，其中每个子能级 {\displaystyle {\mathcal {H}}_{n}} 包含了所有振动量子数为 {\displaystyle n} 的基态和激发态。不同子空间之间通过激光相互作用耦合，耦合强度与描述跃迁的矩阵元相关。图中展示了 {\displaystyle n=1,2,3} 对应的三个这样的子能级。
当激发态的自然线宽 {\displaystyle \Gamma } 远小于陷阱频率 {\displaystyle \nu } 时 ({\displaystyle \Gamma \ll \nu })，不同的跃迁边带在频谱上是可分辨的。此时，可通过频率足够窄的激光选择性地驱动特定的跃迁，例如调谐至第 {\displaystyle q} 个红边带 {\displaystyle \omega =\omega _{0}-q\nu } ({\displaystyle q\in \{1,2,3,\dots \}})。对于初始处于 {\displaystyle |g,n\rangle } 的原子，激光将优先驱动跃迁至 {\displaystyle |e,n-q\rangle }（如图中箭头“1”所示，对应 {\displaystyle q=1}）。如前所述，在兰姆-迪克区域，随后的自发辐射主要发生在载波频率 {\displaystyle \omega _{0}} 附近（{\displaystyle \Delta n=0}），使原子回到 {\displaystyle |g,n-q\rangle } 态（如图中箭头“2”所示）。
每个循环净移除 {\displaystyle q} 个振动量子（声子）。通过重复此过程，原子的平均振动量子数 {\displaystyle {\bar {n}}} 将降低。实践中，为获得最高冷却效率，通常选择驱动一阶红边带（{\displaystyle q=1}）。在理想条件下，可达到的最低平均声子数约为 {\displaystyle {\bar {n}}_{\text{min}}\approx (\Gamma /2\nu )^{2}\ll 1}。达到稳态时的实际 {\displaystyle {\bar {n}}} 还依赖于红边带与蓝边带（{\displaystyle \omega =\omega _{0}+q\nu }）跃迁速率之比以及激光参数等。
关于该过程更严谨的理论分析，可参考文献  及 。针对多个囚禁离子的边带冷却，可参考文献 。

## 实验实现
为有效实施可分辨边带冷却，原子需要首先被预冷却到较低的平均声子数 {\displaystyle {\bar {n}}}，通常使其处于兰姆-迪克区域。实验上，一般先采用多普勒冷却将原子冷却至多普勒冷却极限附近，随后施加可分辨边带冷却过程，最终进行量子态的测量或操控。
Diedrich 等人的开创性实验基本遵循了上述理论方案。他们利用汞离子 (198
Hg+
)的窄线宽电四极跃迁进行冷却。由于该跃迁连接基态与一个亚稳激发态，需要额外的激光将粒子从亚稳态抽运回基态，以维持冷却循环。
在具体实现中，根据所选原子或离子的能级结构特性，通常需要设计更复杂的激光方案。以下介绍 Ca+
 离子冷却和 Cs 原子拉曼边带冷却两个典型实例。

### 示例：Ca+离子的冷却
Ca+
 离子冷却方案涉及 S1/2、P1/2、P3/2、D3/2 和 D5/2 等电子能级。外加静磁场会使这些能级发生塞曼分裂，产生子能级。

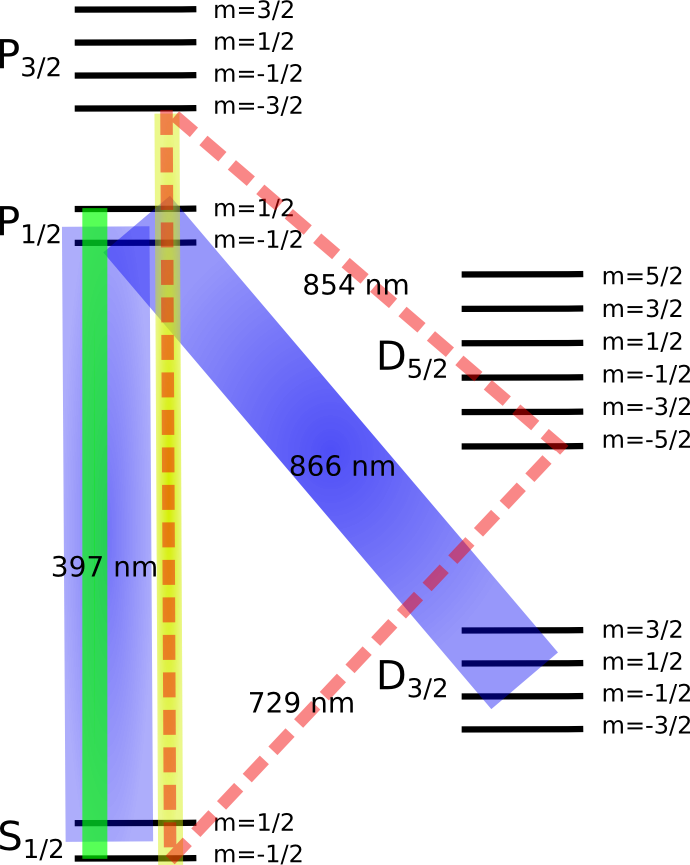
用于 ^{40}Ca^{+} 离子冷却的相关能级结构及激光方案示意图（包含塞曼分裂）。蓝色箭头：多普勒冷却（397 nm）；红色箭头：边带冷却（729 nm）；黄色波浪线：主要自发衰变路径；绿色箭头：用于自旋极化的 脉冲（397 nm）；橙色箭头：重泵浦激光（866 nm, 854 nm）。

- 多普勒冷却： 通常在 S1/2 {\displaystyle \leftrightarrow } P1/2 电偶极跃迁（397 nm）上进行。但 P1/2 态有约 6% 的概率衰变到亚稳 D3/2 态，故需使用 866 nm 的“重泵浦”激光将其抽运回 P1/2 {\displaystyle \to } S1/2 循环，以维持多普勒冷却效率。
- 边带冷却： 在窄线宽的 S1/2 {\displaystyle \leftrightarrow } D5/2 电四极跃迁（729 nm）上实施。D5/2 也是亚稳态，需要通过 854 nm 激光将其抽运至 P3/2 态，随后 P3/2 态快速衰变回 S1/2 基态，完成冷却循环。

一种典型的实验流程如下（例如，在测量 729 nm 跃迁谱线时，对每个频率点重复数百次下列步骤）：
1. 使用 397 nm 和 866 nm 激光对离子进行多普勒冷却，同时开启 854 nm 激光清除 D5/2 态布居。
2. 在多普勒冷却结束前，施加 {\displaystyle \sigma ^{-}} 偏振的 397 nm 激光，通过光学抽运将离子进行自旋极化到 S1/2({\displaystyle m_{J}=-1/2}) 态。
3. 施加调谐至 S1/2({\displaystyle m_{J}=-1/2}) {\displaystyle \leftrightarrow } D5/2({\displaystyle m_{J}=-5/2}) 跃迁的第一个运动红边带（{\displaystyle \Delta n=-1}）的 729 nm 激光脉冲，执行边带冷却。
4. （可选）为确保布居累积在 S1/2({\displaystyle m_{J}=-1/2}) 态，可再次施加一个 {\displaystyle \sigma ^{-}} 偏振的 397 nm 脉冲。
5. 进行量子态操控或分析：例如，施加特定频率和时长的 729 nm 激光脉冲。
6. 量子态探测：施加 397 nm 和 866 nm 激光。通过收集荧光光子数并与预设阈值比较，来区分离子是否发生跃迁（处于 D5/2 态，探测时无荧光，称为“暗态”）或未发生跃迁（处于 S1/2 态，探测时散射光子，称为“亮态”）。

许多离子囚禁实验研究组采用此方案或其变种进行量子信息处理等研究，并持续探索优化方法。

### 示例：Cs原子的拉曼边带冷却
拉曼边带冷却利用双光子拉曼跃迁替代单光子跃迁来实现边带冷却，通过一个虚中间态连接初末态。
在 Hamann 等人利用 Cs 原子进行的实验中，原子被囚禁于光晶格中。通过施加磁场并利用两束拉曼光，可以实现与塞曼子能级相关的运动边带跃迁。其实验流程大致如下：
1. 在磁光阱中的光学粘胶（optical molasses）中制备包含约 {\displaystyle 10^{6}} 个 Cs 原子的冷样本。
2. 将原子装载到一个二维近共振光晶格中。
3. 将晶格参数绝热地改变为远失谐光晶格，进一步降低原子温度，使其进入兰姆-迪克区域，为有效的边带冷却做准备。
4. 施加外部静磁场，使塞曼子能级劈裂。将两束拉曼激光的频率差调谐至目标运动红边带（例如，连接两个不同超精细基态子能级，同时 {\displaystyle \Delta n=-1}）。
5. 施加光抽运激光，将被拉曼跃迁布居到非目标基态子能级的原子抽运回参与拉曼过程的初始子能级，以维持冷却循环。
6. 持续进行拉曼边带冷却若干毫秒。
7. （可选）冷却结束后，通过增强光学抽运光强度，将原子布居制备到特定的超精细基态。
8. 关闭光学晶格和磁场，让原子自由飞行，并采用飞行时间法结合施特恩-格拉赫分析来测量原子在不同运动状态和内部状态上的布居。